# 阿维德酒店
阿维德酒店（风格化：α√id）是洲際酒店集團于2017年创立的中端酒店品牌。

## 历史
2017年6月，洲際酒店集團（以下简称“洲际”）宣布将新增一个中端酒店品牌，为其旗下第十三个品牌。2017年9月，官方公布该品牌的正式名称“avid hotels”。该品牌的商标为集团中首次附上洲际酒店集团主商标的徽标（“洲际酒店集团旗下”）。该酒店在加拿大的首个特许经营店于2017年12月签约，而墨西哥首间门店于2018年2月签约。
2018年8月，首间阿维德酒店在奧克拉荷馬市开业。该酒店由锦标酒店所有，工期199天，设87间客房。2018年10月，洲际与GS Star有限责任公司签约，计划在德国开办15间酒店，为其在欧洲签署的首个开发计划。2019年8月，洲际宣布于与 Operadora MBA 合作，在墨西哥开办首间阿维德酒店。迄2021年3月31日，该酒店已有分店34家，另有181家正在筹备。

## 酒店特色
该酒店作为中端品牌，每家分店设置约100间客房，注重公共空间。酒店采用明亮的蓝红配色。酒店不提供全套热早餐，而是提供自助式冷早餐，包括“Good all round”餐吧，其中包括燕麦棒、各种糕点和一些饮料。酒店每天都会提供一些热食，例如蛋炒饭和早餐三明治。还有一个“饮料吧”，配有先进的自助触摸屏咖啡机、热水机和蒸馏水/气泡水机；所有设备都随时向客人开放。部分酒店设有室内或室外游泳池，所有酒店均设有健身室。客房配有智能电视、遮光窗帘和冰箱，但不设封闭式壁橱（取而代之的是台面和挂钩）和微波炉（早餐区提供公用微波炉）。这一概念主要针对那些希望压缩预算的短期商务客或散客。